# Проценко В'ячеслав Олександрович (футболіст)
В'ячеслав Олександрович Проценко (рум. Veaceslav Proțenco; нар. 31 серпня 1963, Кишинів, Молдавська РСР) — радянський та молдовський футболіст, нападник.

## Клубна кар'єра
Вихованець кишиневської ДЮСШ, перший тренер — В. Карпищенко. Футбольну кар'єру розпочав у 1980 році в складі дубля кишиневського «Ністру». Проте до складу першої команди, яка на той час виступала в першій лізі радянського чемпіонату, пробитися не зумів, тому в пошуках постійної ігрової практики наступного року перейшов у друголіговий «Автомобіліст» з Тирасполя. У футболці «Автомобіліста» зіграв 22 матчі та відзначився 5-ма голами.
У 1982 році повернувся до «Ністру». Дебютував за першу команду кишневського клубу 2 травня 1982 року в переможному (4:0) домашньому поєдинку 7-о туру Першої ліги проти СКА (Ростов-на-Дону). В'ячеслав вийшов на поле на 83-й хвилині, замінвши автора двої голів Григорія Батича. Дебютним голом у футболці «Ністру» відзначився 6 травня 1982 року на 81-й хвилині переможного (2:0) домашнього поєдинку 8-о туру першої ліги проти «Гурії» (Ланчхуті). Проценко вийшов на поле на 77-й хвилині, замінивши Павла Чебану. У тому сезоні В'ячеслав своїм 5-а голами допоміг піднятися «Ністру» до Вищу лігу. У кубку СРСР дебютував 25 лютого 1983 року в програному (0:2) домашньому поєдику 1/16 фіналу проти кутаїського «Торпедо». Проценко вийшов на поле на 63-й хвилині, замінивши Іона Караса. А вже 13 травня 1983 року в матчі з цим же суперником дебютував й у Вищій лізі, в переможному (1:0) виїзному поєдинку 10-о туру. В'ячеслав вийшов на поле в стартовому складі та відіграв увесь матч. Проте у Вищій лізі зіграв у 4-ох поєдинках, а його команда по завершенні сезону повернулася до Першої ліги. Загалом у футболці «Ністру» в чемпіонатах СРСР зіграв 71 матч та відзначився 6-а голами, ще 4 поєдинки провів у кубку СРСР.
У 1986 році «проходив» військову службу в друголіговому одеському СКА, у футболці одеситів зіграв 17 матчів та відзначився 2-а голами. У 1987 році повернувся до «Ністру», яка на той час опустилася до Другої ліги. У команді провів 2 сезони, за цей час у чемпіонаті СРСР зіграв 74 матчі та відзначився 30-а голами, ще 4 матчі (3 голи) провів у кубку СРСР. У 1989 році захишав кольори іншого друголігового колективу, «Текстильника». У футболці тираспольського клубу зіграв 44 матчі та відзначився 24-а голами. Наступного року знову повернувся до «Ністру». Дебютував за «Ністру» 8 квітня 1990 року в нічийному (3:3) домашньому поєдинку 1-о туру Першої ліги проти «Ростова» (Ростов-на-Дону). Проценко вийшов у стартовому складі, на 65-й хвилині відзначився голом, а на 76-й хвилині його замінив Віорел Турку. Того сезону відіграв у футболці «Ністру» в Першій лізі 35 матчів (18 голів), у кубку СРСР — 1 матч (1 гол).
У сезоні 1990/91 років виїхав до Ізраїлю, де встиг зіграти в складі місцевих клубів «Маккабі» (Нетанья) та «Бейтар» (Тель-Авів). У 1991 році повернувся до «Зімбру». Повторно дебютував за кишнівську команду 5 квітня 1991 року в програному (2:3) домашньому поєдинку 1-о туру Першої ліги проти нижегородського «Локомотива». В'ячеслав вийшов на поле в стартовому складі, а на 54-й хвилині його замінив Сергій Клещенко. Дебютними голами в складі «Зімбру» віжзначився 20 травня 1991 року на 60-й та 71-й (реалізував пенальті) хвилинах нічийного (3:3) домашнього поєдинку 10-о туру Першої ліги проти волгоградського «Ротора». В'ячеслав вийшов на поле в стартовому складі та відіграв увесь матч. У складі кишинівського клубу зіграв 38 матчів та відзначився 7-а голами. Під керівництвом Павла Чебану команда посіла 20-е місце й повинна була вилетіти з Першої ліги, але в зв'язку з розпадом СРСР отримала можливість виступати в незалежному чемпіонаті Молдови.
Незважачи на можливість виступати в чемпіонаті Молдови, Проценко вдруге залишає країну та виїздить до України, де підписує контракт з тернопільською «Нивою». Дебютував у футболці тернополян 7 березня 1992 року в програному (1:2) виїзному поєдинку 1-о туру підгрупи 2 Вищої ліги проти чернівецької «Буковини». Проценко вийшов на поле в стартовому складі та відіграв увесь матч. У складі «Ниви» в першому розіграші Вищої ліги чемпіонату України зіграв 10 матчів, після чого залишив розташування українського клубу. Футбольну кар'єру завершив виступами в нижчоліговому шведському клубі АІК (Аппелбю), кольори якого він захищав протягом 1993—1994 років. 

## Кар'єра в збірній
Проценко дебютував за збірну Молдови 2 липня 1991 року в товариському поєдинку проти Грузії. Молдовська збірна поступилася з рахунком 2:4. Проценко був замінений під час перерви матчу. Той поєдинок залишився єдиним для В'ячеслава в футболці національної збірної.

## Особисте життя
В'ячеслав — син радянського футболіста Олександра Проценка, який відомий в Україні своїми виступами за кіровоградську «Зірку» та житомирський «Автомобіліст».